# Йоахим Егон фон Фюрстенберг-Вайтра
Йоахим Егон фон Фюрстенберг-Вайтра (на немски: Joachim Egon von Fürstenberg-Weitra; * 22 декември 1749, Лудвигсбург; † 26 януари 1828, Виена) е ландграф на Фюрстенберг-Вайтра в Долна Австрия и президент на парламента („Landmarschall“) за Долна Австрия.

## Биография
Той е големият син на ландграф Лудвиг Август Егон фон Фюрстенберг-Щюлинген-Вайтра (1705 – 1759) и съпругата му графиня Мария Анна Йозефа Терезия Валбурга Фугер фон Кирхберг-Вайсенхорн (1719 – 1784), вдовица на граф Йохан Карл Фридрих фон Йотинген-Валерщайн (1715 – 1744), дъщеря на Максимилиан Йозеф Фугер фон Кирхберг-Вайсенхорн (1677 – 1751) и втората му съпруга графиня Мария Юдит Изабела Ефросина Ефемия фон Тьоринг-Йетенбах (1690 – 1755). Брат е на Карл Фридрих (1751 – 1814) граф, ландграф на Фюрстенберг-Вайтра.
Йоахим Егон е президент на парламента („Landmarschall“) за Долна Австрия и президент на „Социацията на приятелите на музиката“ („Gesellschaft der Musikfreunde“) във Виена.
Йоахим Егон фон Фюрстенберг-Вайтра умира на 78 години на 26 януари 1828 г. във Виена.

## Фамилия
Йоахим Егон фон Фюрстенберг-Вайтра се жени на 18 август 1772 г. във Валерщайн за графиня София Мария Тереза Валбурга фон Йотинген-Валерщайн (* 9 декември 1751, Валерщайн; † 21 май 1835, Виена), дъщеря на граф Филип Карл Доминик фон Йотинген-Валерщайн (1722 – 1766) и графиня Шарлота фон Йотинген-Балдерн (1728 – 1791). Те имат осем деца:
- Фридрих Карл Йохан Непомук Егон (* 26 януари 1774, Виена; † 4 февруари 1856), женен на 25 май 1801 г. във Виена за принцеса Мария Терезия Елеонора Шарлот Валбурга фон Шварценберг (* 14 октомври 1780, Виена; † 9 ноември 1870, Виена)
- Филип Карл Егон (* 13 март 1775; † 5 май 1807), каноник в Св. Гереон в Кьолн
- Франц Лудвиг Егон (* 16 април 1783; † 25 декември 1800, убит в Минцио)
- Мария Йозефа София (* 21 юни 1776, Виена; † 23 февруари 1848, Виена), омъжена на 12 април 1792 г. за княз Йохан I Йозеф фон Лихтенщайн (* 27 юни 1760; † 20 април 1836)
- Каролина София (* 20 август 1777; † 25 февруари 1846), омъжена 1796 г. във Виена за княз Карл Йоахим фон Фюрстенберг (* 31 март 1771; † 17 май 1804)
- Елеонора София (* 7 февруари 1779; † 12 май 1849), монахиня
- Мария София Тереза Валбурга (* 3 ноември 1781; † 20 март 1800), монахиня в Торн
- Елизабет Мария Филипина (* 12 юли 1784, Виена; † 19 юни 1865, Виена), омъжена на 13 февруари 1801 г. във Виена за княз Йохан Йозеф Норберт фон Траутмансдорф-Вайнсберг (* 18 март 1780, Виена; † 24 септември 1834, Виена)